# 大井ふ頭中央海浜公園スポーツの森第二球技場
大井ふ頭中央海浜公園スポーツの森第二球技場（おおいふとうちゅうおうかいひんこうえん―もりだいにきゅうぎじょう）は、東京都品川区にかつて存在した球技場。大井ふ頭中央海浜公園スポーツの森に立地していた。スポーツの森内ではないが、プロ野球も開催可能な大田スタジアムが隣接している。
大井ホッケー競技場建設のため、2018年4月1日に閉鎖した。

## 概要
人工芝のフィールドには、サッカー、ラグビー、アメリカンフットボール等のラインが色別に分けてペイントされ、電光表示のスコアボードもそれらの競技に対応したものとなっている。かつては関東学生アメリカンフットボールリーグ戦のメインスタジアムとして多くの試合が開催された。近年ではアメリカンフットボールのXリーグの公式戦の会場として利用される事が有る。

## 施設概要
- 収容人数　5,000人（座席数約1,000席・メインスタンドのみ固定座席、他は芝生席）
- 照明：150,300,500ルクス
- 得点板

## アクセス
- 東京モノレール・大井競馬場前駅下車 徒歩10分
- 京浜急行電鉄・立会川駅下車 徒歩20分

## 公園内その他の施設
- 陸上競技場
- 第一球技場
- 野球場
- 野球場B面
- 野球場C/D面
- 野球場E/F面
- テニスコート
- ゲートボール場
- 大井スポーツセンター
- しおさいドッグラン
- せせらぎの森
- さくら広場
- くすのき広場
- なぎさの森野鳥観察小屋
- なぎさの森夕やけなぎさ
- なぎさの森樹林・淡水池保全地区
- なぎさの森はぜつき磯（バーベキュー可能エリア）